# Compsolechia
Compsolechia é um gênero de traça pertencente à família Agonoxenidae.